# Ippodromo di Chantilly
L'ippodromo di Chantilly (in francese: hyppodrome de Chantilly) è un ippodromo collocato nel parco del Castello di Chantilly.

## Storia e caratteristiche

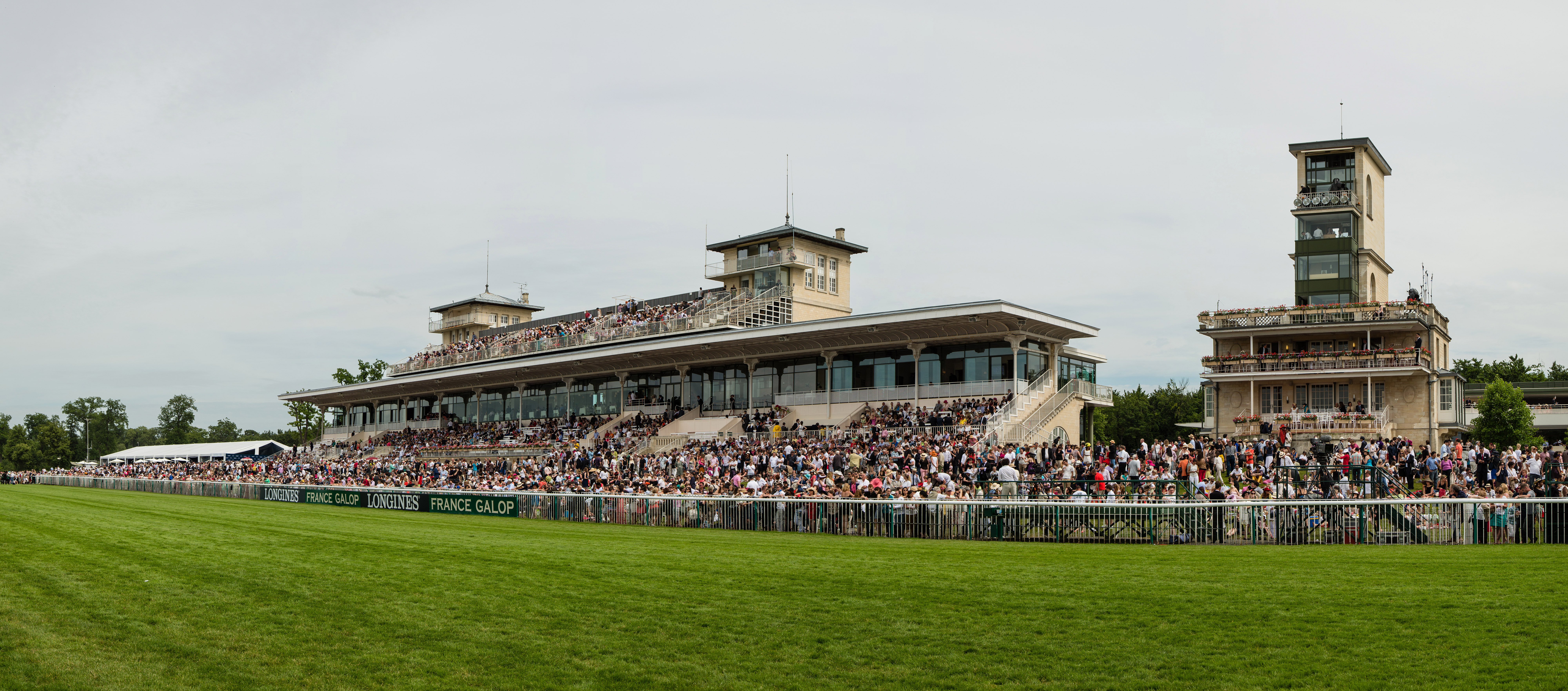
L'ippodromo di Chantilly al Prix de Diane del 2013.

L'ippodromo di Chantilly è collocato in un'area di 65 ettari vicina al castello ed alla foresta di Chantilly. La pista principale ha una lunghezza di 2400 metri mentre quella secondaria è di 1400 metri.
La prima corsa ufficiale avvenne il giorno dell'inaugurazione dell'impianto, il 15 maggio 1834 dopo che furono terminati i lavori di realizzazione delle strutture da parte dell'architetto Jean-Louis Victor Grisart. La superficie dell'ippodromo venne ingrandita nel 1879 con la costruzione delle nuove tribune ad opera del famoso architetto francese Honoré Daumet, il quale curò anche i restauri al vicino Castello di Chantilly. Il percorso venne costruito adiacente alle grandi stalle del palazzo (le Grandes Écuries), costruite nel 1719 dall'allora proprietario del complesso, il principe Luigi-Enrico di Borbone-Condé, grande appassionato di ippica e di cavalli. Queste stalle, che ancora oggi servono ai concorrenti delle gare che qui si svolgono, vennero disegnate dall'architetto Jean Aubert ed ancora oggi sono considerate tra le più belle al mondo.
Nel 1886, il duca d'Aumale donò l'ippodromo col resto della proprietà all'Institut de France. Nel 1982, qui trovò posto anche il Museo vivente del cavallo. Nel luglio del 2006, il museo venne acquisito dalla Fondazione per la Salvaguardia e lo Sviluppo del Dominio di Chantilly, presieduta da Sua Altezza l'Aga Khan IV.
Esso venne usato anche per la scena all'ippodromo del film di James Bond del 1985 dal titolo 007 - Bersaglio mobile, nel quale l'ippodromo è di proprietà del cattivo, l'industriale Max Zorin (Christopher Walken).

## Principali corse

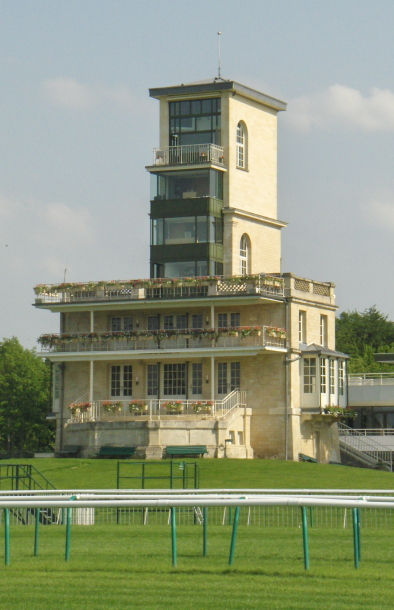
La tribuna del comitato, un tempo "Tribuna del Principe"

La stagione delle corse spazia dalla fine di aprile alla fine di luglio per poi riprendere ad agosto sino a metà ottobre. Queste sono le principali manifestazioni sportive che si svolgono all'ippodromo di Chantilly:
- Prix du Jockey Club (Groupe 1) : a giugno, 2100 m per cavalli dai 3 anni
- Prix de Diane (Groupe 1) : a giugno, 2100 m per cavalli dai 3 anni
- Prix Jean Prat (Groupe 1) : a inizio luglio, 1600 m per cavalli dai 3 anni
- Prix du Gros-Chêne (Groupe 2) : a maggio/giugno, 1000 m per cavalli dai 3 anni
- Prix de Sandringham (Groupe 2) : a maggio/giugno, 1600 m per cavalli dai 3 anni
- Grand Prix de Chantilly (Groupe 2) : a maggio/giugno, 2400 m per cavalli dai 4 anni
- Prix Allez France (Groupe 3) : a maggio, 2000 m per giumente dai 4 anni
- Prix de Guiche (Groupe 3) : a maggio, 1800 m per cavalli dai 3 anni
- Prix de Royaumont (Groupe 3) : a giugno, 2400 m per cavalli dai 3 anni
- Prix du Chemin de fer du nord (Groupe 3) : a giugno, 1600 m, per cavalli dai 4 anni
- Prix Paul de Moussac (Groupe 3) : a giugno, 1600 m, per cavalli dai 3 anni
- Prix d'Arenberg (Groupe 3) : a settembre, 1100 m per cavalli dai 2 anni
- Prix d'Aumale (Groupe 3) : a settembre, 1600 m, per cavalli dai 2 anni
- Prix Eclipse (Groupe 3) : settembre/ottobre, 1200 m, per cavalli dai 2 anni

Nella prima settimana di giugno, l'ippodromo ospita il Prix du Jockey Club, la terza delle corse stagionali più importanti della Francia intera.
Nel 2016, oltre al Prix du Jockey Club, l'ippodromo ha ospitato il prestigioso Prix de l'Arc de Triomphe, che normalmente viene corso all'Ippodromo di Longchamp. Lo spostamento da quello di Longchamp si rese necessario per lavori di ristrutturazione alla struttura e dal 2017 esso è tornato alla sua sede ordinaria.

## Altri utilizzi dell'ippodromo

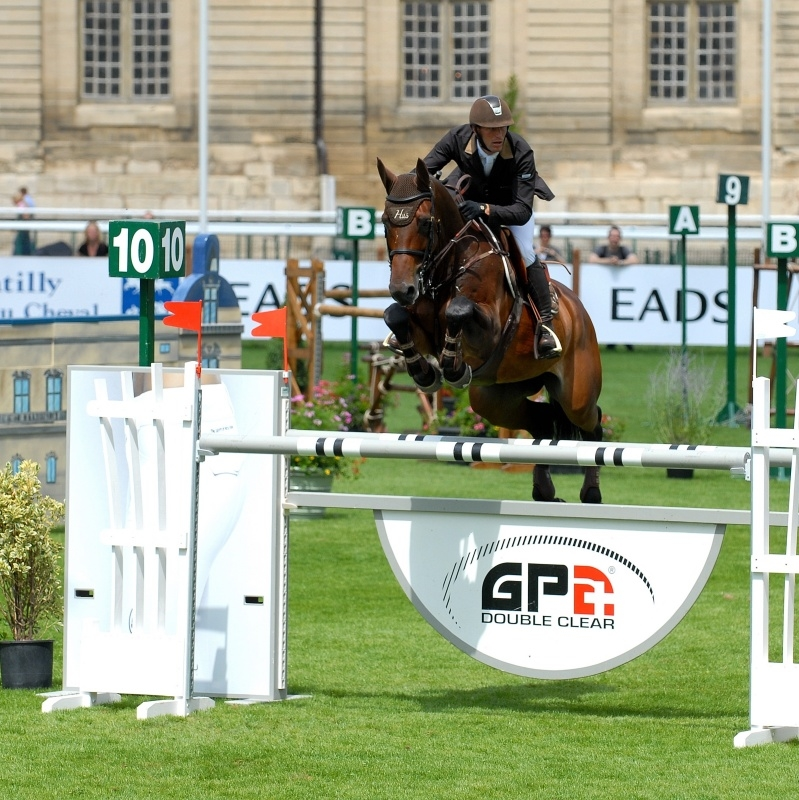
Concorso di salto internazionale nel luglio del 2010

- Le piste servono anche come allenamento per i cavali da corsa ogni martedì. Qui si allenano circa 800 cavalli.
- Jumping de Chantilly[3] : due concorsi di salto ad ostacoli organizzati ogni anno nell'ippodromo: 
  - il Grand national in aprile
  - il Concours de Saut International (CSI) cinque stelle (*****) a luglio.

Nel 2010, Chantilly è stato compreso nel Global Champions Tour ed ha ottenuto la quinta stella per la propria struttura, divenendo così il secondo CSI di Francia con l'ippodromo di Cannes. In quell'occasione è stata realizzata una pista di 150 metri in erba sintetica ad ovest dell'ippodromo.
- Il terreno dell'ippodromo è utilizzato regolarmente per la pratica del volo degli aquiloni[5].